# Heinrich von Bellegarde

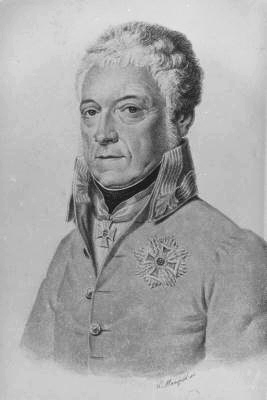
Heinrich Graf von Bellegarde

Contele Heinrich von Bellegarde (germană: Heinrich Joseph Johannes, Graf von Bellegarde, sau uneori Heinrich von Bellegarde), (29 august 1756 – 1845), Generalfeldmarschall austriac și om de stat, s-a născut la Dresda și pentru o scurtă perioadă de timp a servit în armata saxonă.
Transferându-și serviciile în favoarea Austriei în 1771, s-a distins în mod deosebit în calitate de colonel de dragoni în Războiul Austro-Turc (1787-1791) și a servit ca general-maior în Campania din Olanda (1793-1794). În campania din Germania în 1796 a servit ca locotenent-feldmareșal în statul-major al Arhiducelui Carol de Austria, pe care l-a însoțit anul următor în Italia. De asemenea, a fost convocat în Congresul de la Rastatt.
În 1799 a comandat un corp de armată în estul Elveției, realizând joncțiunea dintre armata arhiducelui și cea a lui Suvorov, în final alăturându-i-se ultimului în nordul Italiei. A condus asediul citadelei Alessandria și a fost prezent în decisiva Bătălie de la Novi.
A servit din nou în ultima parte a campaniei Marengo în 1800 cu gradul de general de cavalerie. În 1805, atunci când arhiducele Carol a plecat pentru a prelua comanda în Italia, Bellegarde a devenit președinte ad-interim al Consiliului de Război (Hofkriegsrat). Cu toate acestea, curând a fost chemat pe câmpul de luptă, comandând flancul drept austriac în sângeroasa Bătălie de la Caldiero.
În războiul din 1809 a comandat flancul drept extrem al armatei principale. Izolat de Carol ca urmare a rezultatului Bătăliei de la Eckmühl, s-a retras în Boemia, însă a reușit să se alăture din nou arhiducelui înaintea marilor bătălii de lângă Viena (Aspern-Essling și Wagram). Din 1809 până în 1813 Bellegarde, acum feldmareșal, a fost guvernatorul general al Galiției, dar adeseori a fost convocat pentru a prezida întâlnirile Consiliului Aulic, în special în 1810, atunci când se punea problema reorganizării armatei austriece.
În 1813, 1814 și 1815 a comandat armatele austriece din Italia. Succesele sale în această campanie au fost atât de ordin militar, cât și de ordin diplomatic, încununându-le prin zdrobirea ultimei acțiuni a lui Murat din 1815. Din 1816 până în 1825 (când a trebuit să se retragă din activitate din cauza vederii slabe) a deținut variate și distinse funcții civile și militare.